# 수시 산체스
수시 산체스(Susi Sánchez, 1955년 3월 21일 ~ )는 스페인의 배우이다. 2018년 영화 《라 엔페르메다드 델 도밍고》를 통해 고야상 여우주연상을 수상했다.

## 출연 작품
- 라 엔페르메다드 델 도밍고 (2018)
- 줄리에타 (2016)
- 먼 바다 (2015)
- 트루만 (2015)
- 15 이어스 앤 원 데이 (2013)
- 밀크 오브 소로우 - 슬픈 모유 (2009)